# Wilhelm Brücke

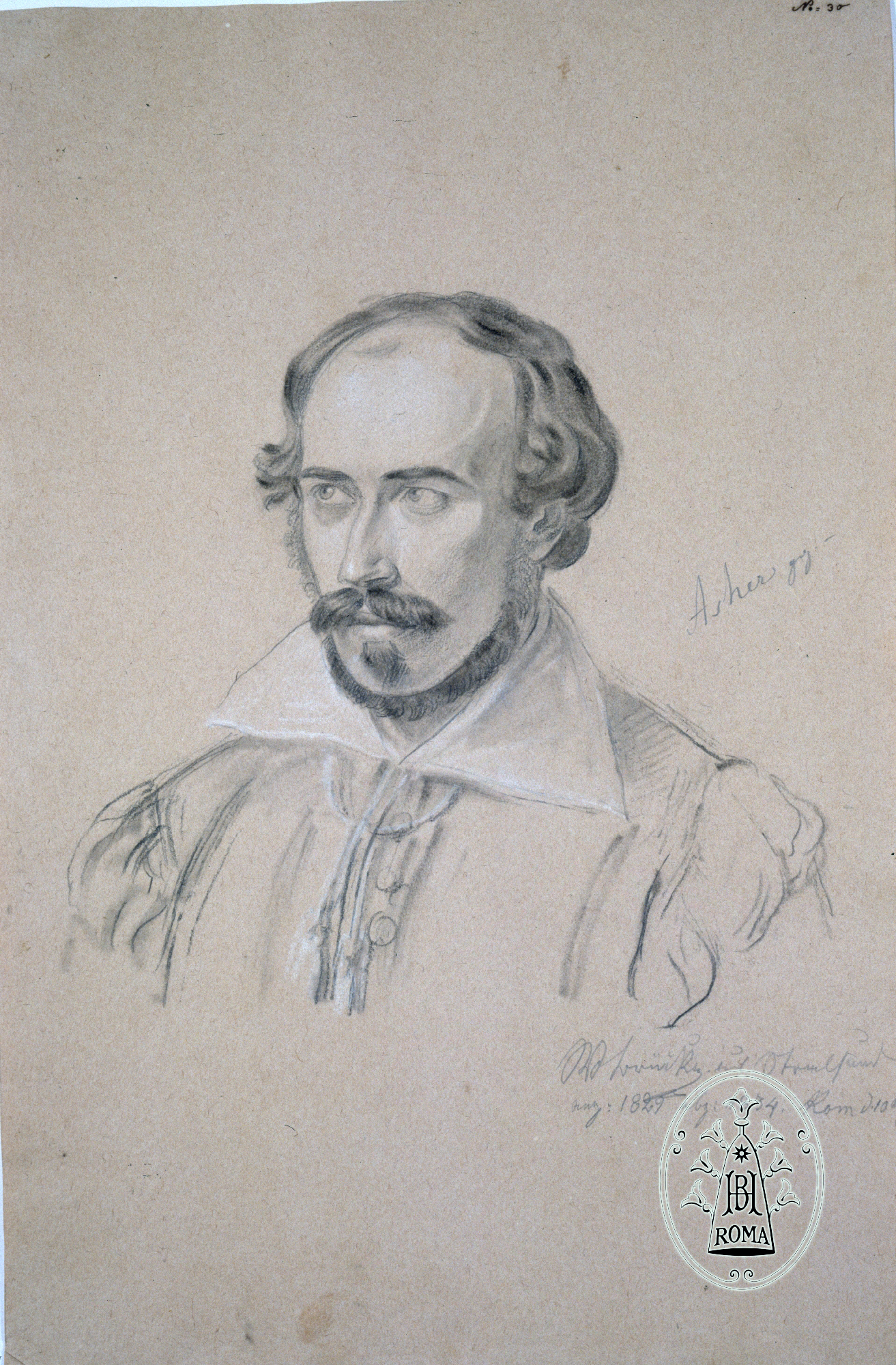
Johann Wilhelm Brücke, gezeichnet von Louis Asher, Rom 1834

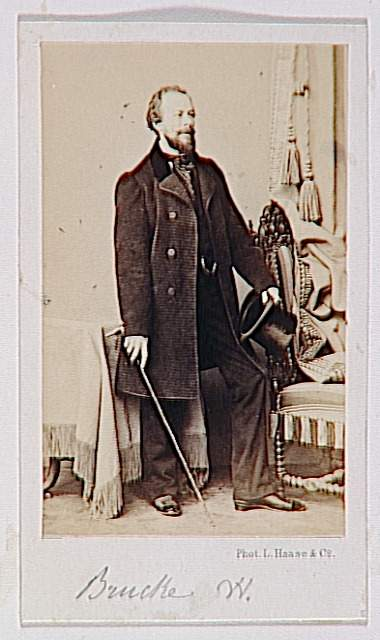
Wilhelm Brücke (um 1860)

Johann Wilhelm Brücke (* 4. März 1800 in Stralsund; † 1. April 1874 in Berlin) war ein deutscher Architektur- und Landschaftsmaler.

## Leben
Johann Wilhelm Brücke war der fünfte von sieben Söhnen des Stralsunder Goldschmieds Johann Gottfried Brücke und dessen Ehefrau Anna Barbara Brücke, geborene Bohl. Dem Vater gehörte seit dem Jahr 1798 das später nur Dielenhaus genannte Haus in der damaligen Breitschmiedstraße (ab 1869 die Nr. 3 in der Mühlenstraße). Nach dem frühen Tod des Vaters im Jahr 1812 führten die Mutter und der älteste Sohn Johann Christian Brücke die Werkstatt bis zum Konkurs im Jahr 1827.
Nach der Schulzeit in seiner Heimatstadt immatrikulierte sich Brücke an der Kunstakademie zu Berlin. Unterrichtet wurde er unter anderem von Johann Erdmann Hummel. Seine im Alter von 15 Jahren begonnene Lehre als Goldschmied brach er ab. Er studierte von 1819 bis 1824 in Berlin, dabei erhielt er ein Stipendium seiner Heimatstadt. Gefördert durch seine Lehrer und unterstützt mit einem kleinen Stipendium ging Brücke 1829 nach Rom. In dieser Zeit schilderte er in seinen Bildern sowohl die römische Architektur als auch die Landschaft und die Menschen. Als besonders gelungen galten seine Veduten, die er oft nur zeichnete und erst nach seiner Rückkehr nach Berlin in Öl ausführte, so auch bei seinem Bild „Ansicht auf das Kapitol in Rom“, dessen Vorzeichnung sich heute im Literaturarchiv der Klassik Stiftung Weimar befindet. Im Herbst 1834 kehrte Brücke Italien den Rücken und ließ sich in Berlin als freischaffender Maler nieder. Hier beteiligte er sich bis an sein Lebensende regelmäßig an den jährlichen Ausstellungen der Kunstakademie.
Brücke fand schon sehr früh seinen eigenen Stil, aber in seinem Spätwerk, gerade mit einigen Schloßansichten aus Berlin und Sankt Petersburg, näherte er sich künstlerisch dem Maler Eduard Gaertner. Brückes Werk fand auch lange nach seinem Tod Aufmerksamkeit. Noch 1906 war er auf der Jahrhundertausstellung deutscher Kunst in Berlin mit einigen Bildern vertreten.
Die Gemälde Brückes zeichnen sich optisch durch ihr ins Rötliche gehendes Kolorit aus und sind deshalb relativ leicht zu erkennen. Der Reiz des 1840 entstandenen Gemäldes Das Alte Berliner Rathauses in der Spandauer Straße liegt in der gekonnten Darstellung der hier noch kleinstädtisch wirkenden Architektur der Häuserzeilen, vor allem aber in der Schilderung des sich auf der Straße abspielenden bunten Bürgerlebens.
Eine im Jahr 2017 neu gebaute Ringstraße in Stralsund trägt den Namen Wilhelm-Brücke-Ring.

## Galerie

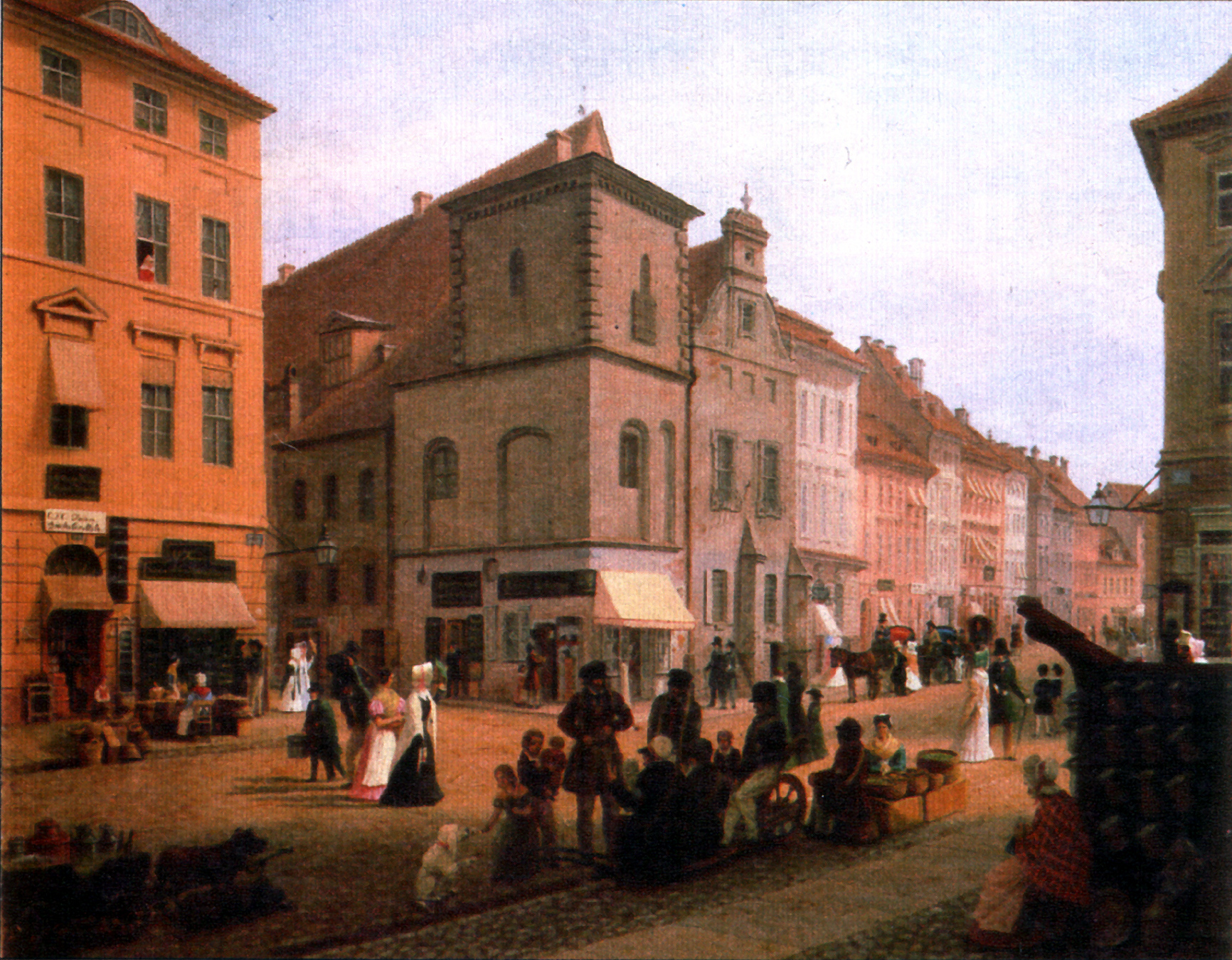
Das alte Berliner Rathaus in der Spandauer Straße, 1840, Stadtmuseum Berlin
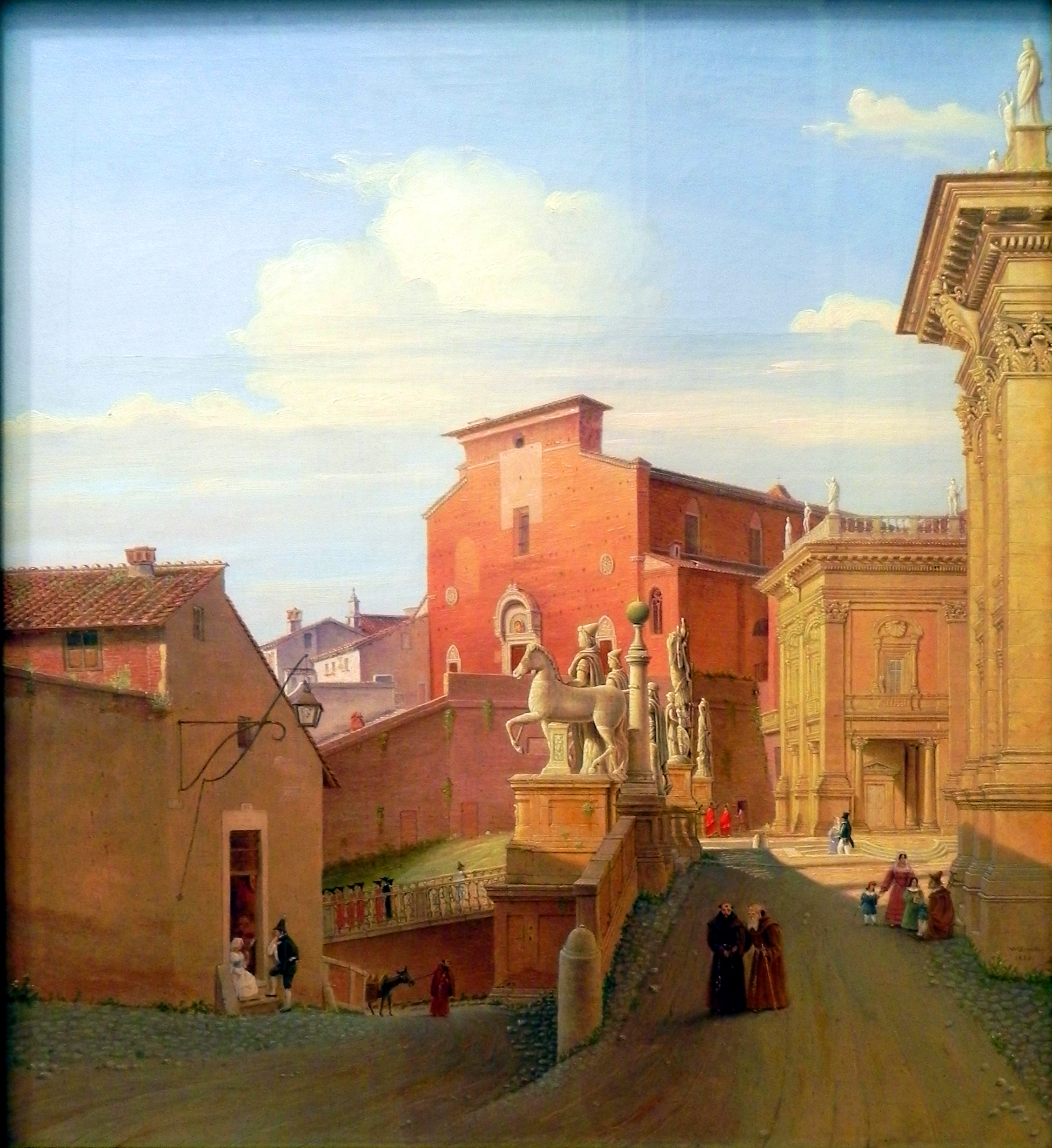
Ansicht des Kapitols in Rom, 1835, Niedersächsisches Landesmuseum, Hannover
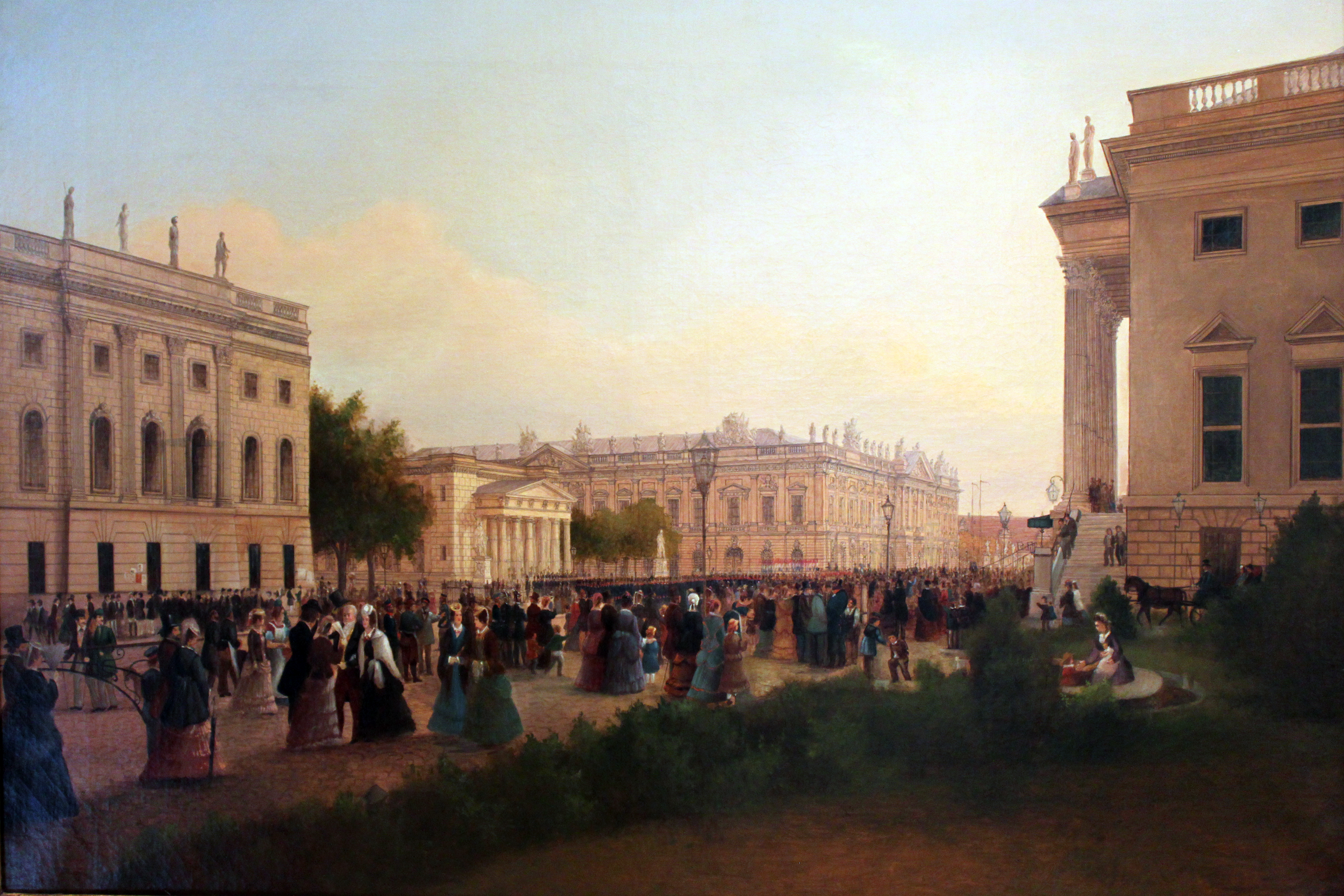
Opernplatz mit Neuer Wache und Zeughaus, 1843 Märkisches Museum
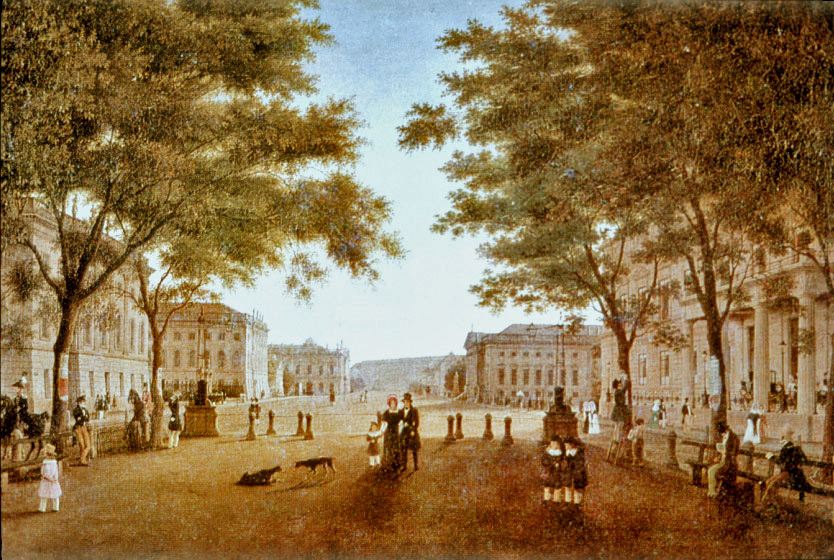
Straße unter den Linden mit Schloss
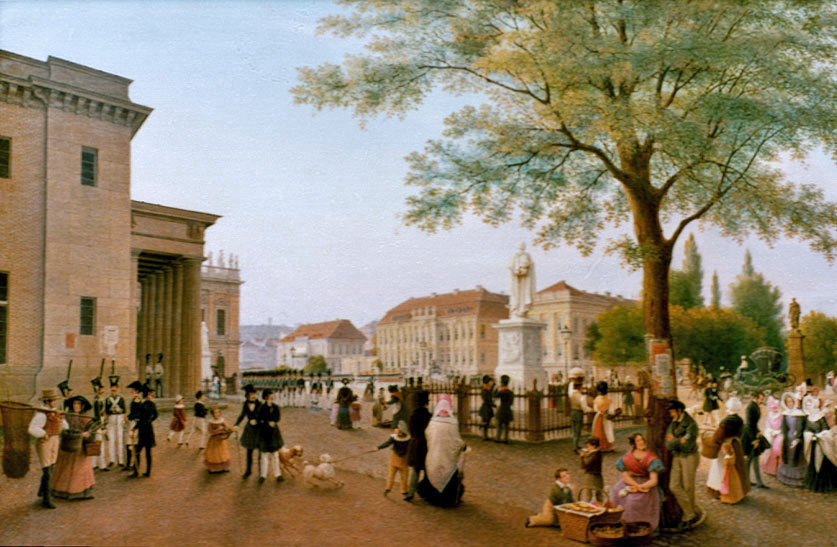
Das Palais Friedrich Wilhelms III. in Berlin
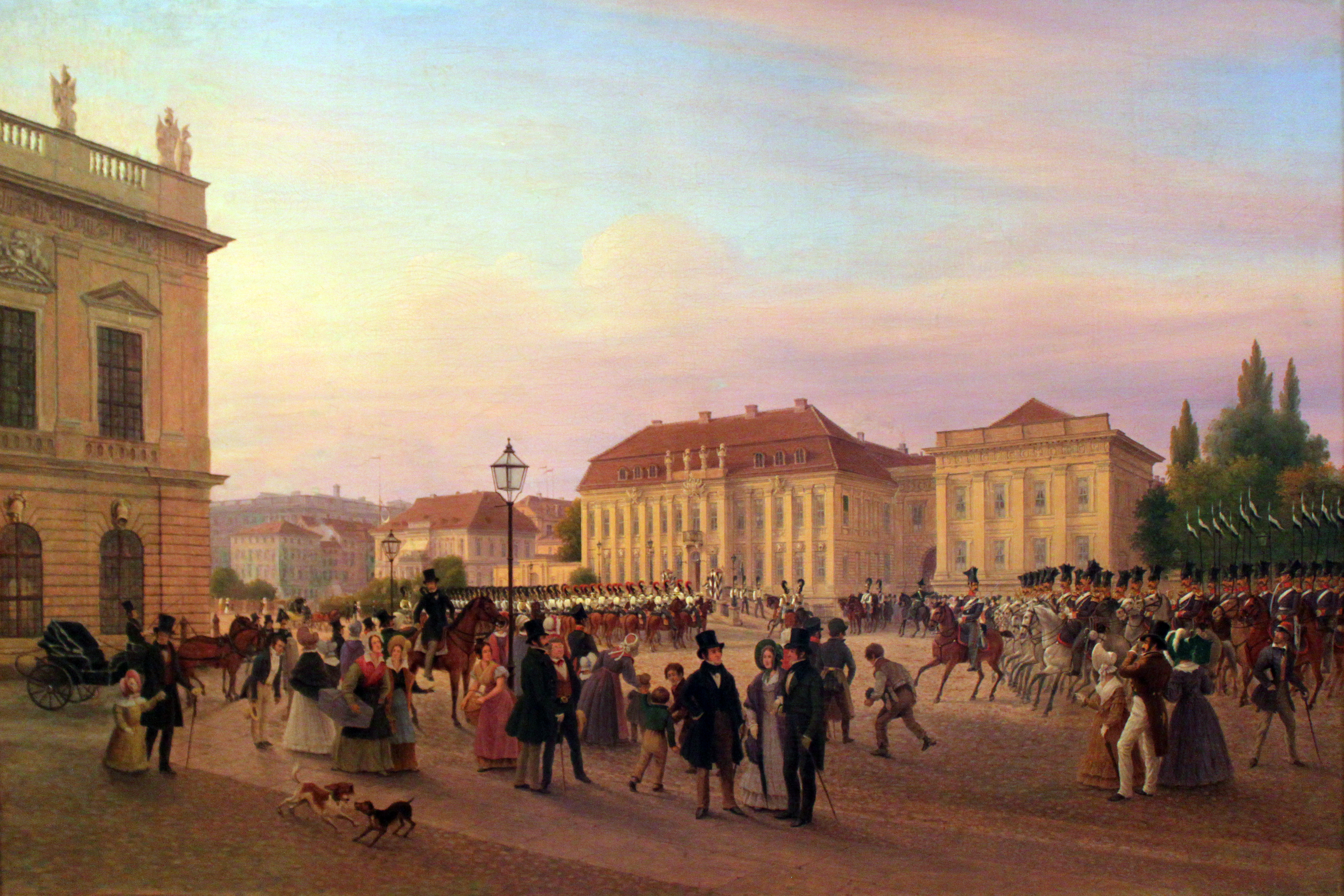
Parade vor dem Kronprinzenpalais 1839, Märkisches Museum
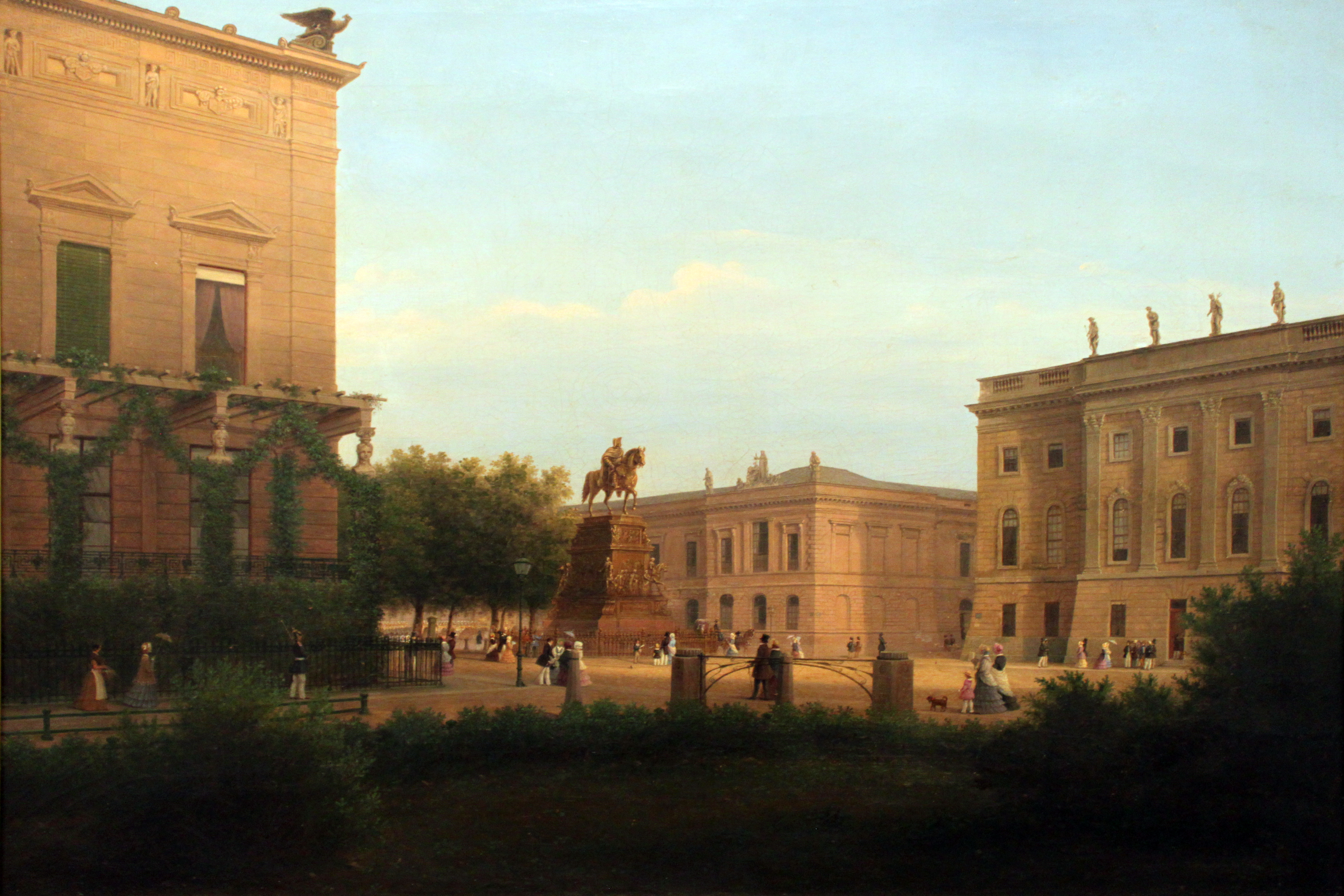
Ansicht Denkmal Friedrichs des Großen Unter den Linden, 1855
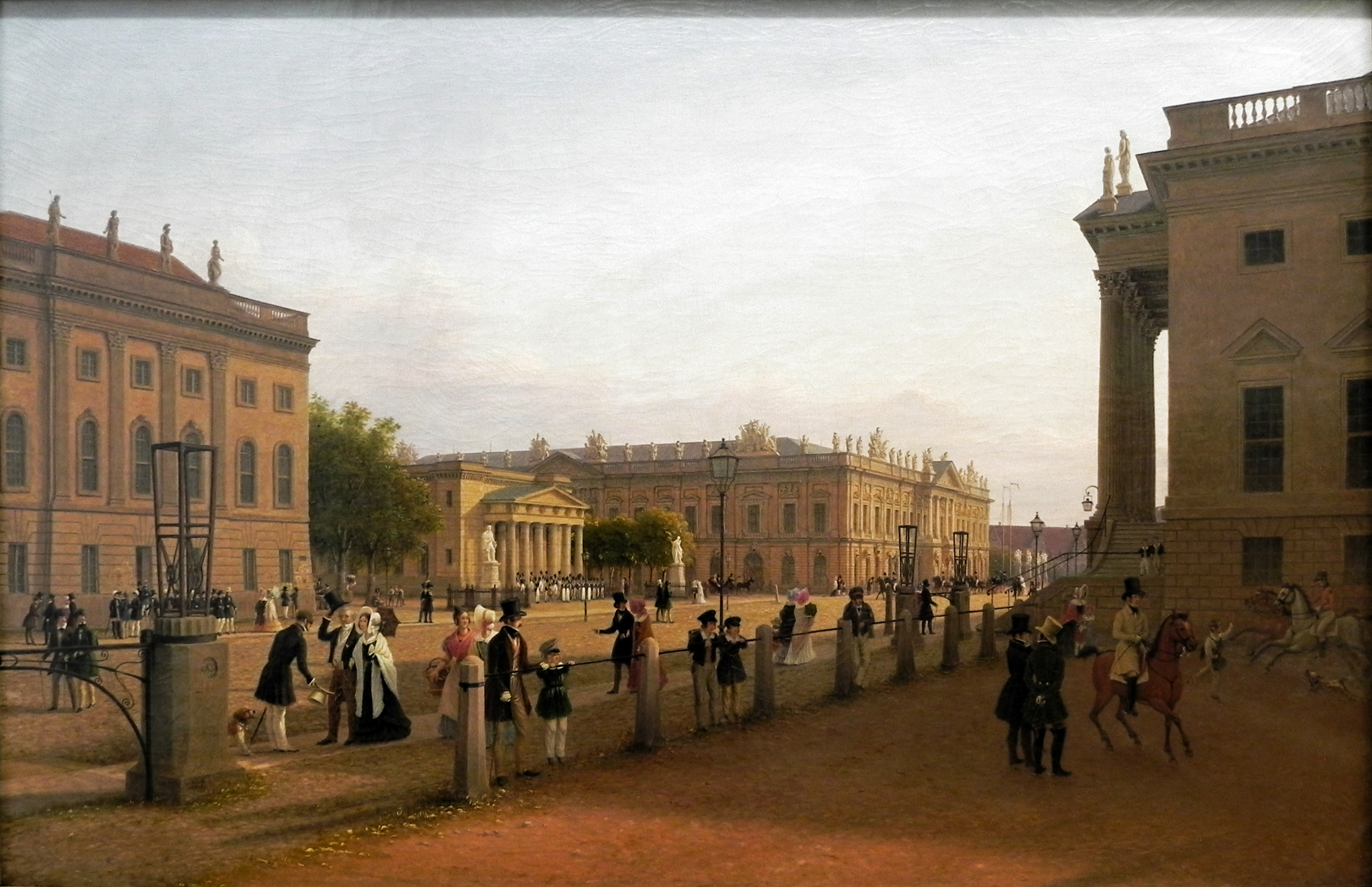
Ansicht der Neuen Wache in Berlin 1842, Niedersächsisches Landesmuseum
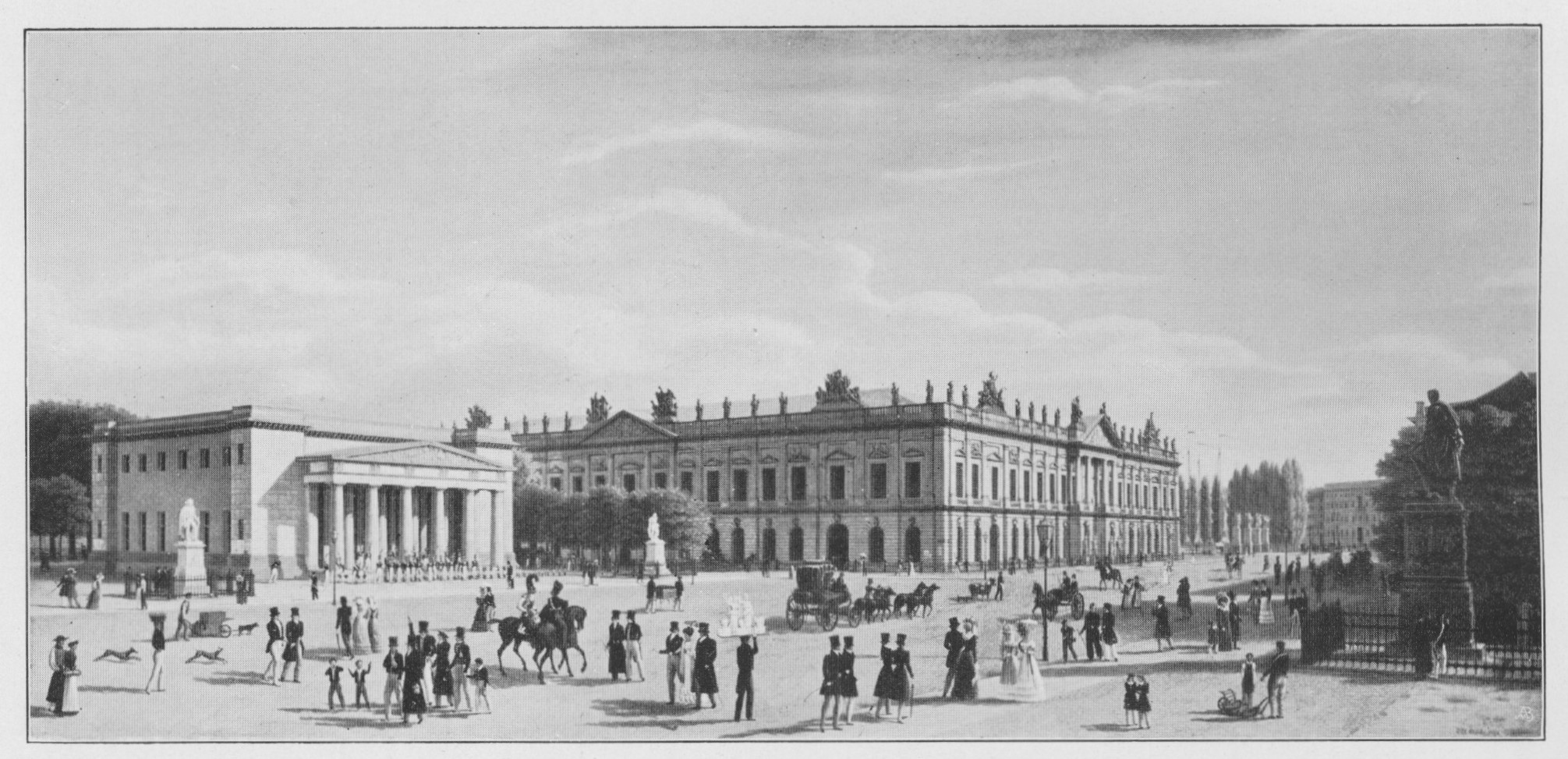
Berliner Zeughaus 1828, ehemals im Berliner Schloss

## Familie
Seine Eltern waren der Goldschmiedemeister Johann Gottfried Brücke (gestorben 1812) und dessen Ehefrau Anna Barbara Brücke, geborene Bohl. Ein älterer Bruder war der Historienmaler Johann Gottfried Brücke. Sein ältester Bruder Johann Christian Brücke führte bis 1829 die Goldschmiedewerkstatt fort und war danach als Zahnarzt tätig. Sein Bruder Johann Sven Gustav Brücke war ebenfalls Zahnarzt und Porträtmaler in Stralsund.